# Margareta Klinger
Margareta Klinger (* 1943 in Wien als Margareta Lewke) ist eine deutsche Neurochirurgin und arbeitete bis zu ihrem Ruhestand als Professorin an der Friedrich-Alexander-Universität Erlangen-Nürnberg.

## Leben und Wirken
Margareta Klinger wanderte im Alter von acht Jahren mit ihren Eltern nach Kanada aus. Nach Abschluss ihres dortigen Medizinstudiums mit Promotion kehrte sie nach Deutschland zurück und arbeitete als Medizinalassistentin für Wolfgang Schiefer, den Direktor der Neurochirurgie des Universitätsklinikums Erlangen. Weil ihr Doktortitel aus Nordamerika in Deutschland nicht als Dr. med. anerkannt wurde, promovierte sie noch einmal und spezialisierte sich zur Fachärztin für Neurochirurgie. Unterstützt von Wolfgang Schiefer arbeitete sie ab 1975 an ihrer Habilitationsschrift zum Thema „Liquorgängigkeit und Gewebegängigkeit von Antibiotika“ und wurde im Jahr 1980 als erste Frau in Deutschland überhaupt in der Neurochirurgie habilitiert.
Margareta Klinger leitete 40 Jahre lang die Poliklinik der Erlanger Neurochirurgischen Klinik. In dieser Zeit veröffentlichte sie zahlreiche wissenschaftliche Arbeiten.
Bis heute sind Frauen in leitenden Positionen in der Neurochirurgie noch immer unterrepräsentiert, obwohl insgesamt mehr Frauen als Männer Medizin studieren. Ebenfalls als erste Frau wurde Margareta Klinger 2005 zum Ehrenmitglied der Deutschen Gesellschaft für Neurochirurgie benannt.
Auch nach ihrem Eintritt in den Ruhestand engagierte sich Klinger weiterhin ehrenamtlich für das Klinikum der Universität Erlangen-Nürnberg. Seit März 2011 ist sie Patientenfürsprecherin für die Belange, Wünsche und Nöte von Patientinnen und Patienten. Ferner ist sie Mitglied des Klinischen Ethikkomitees, im Bundesverband für lymphostatische Erkrankungen und in der Lymphselbsthilfegruppe Erlangen.
Im Dezember 2019 erhielt Margareta Klinger das Bundesverdienstkreuz am Bande. Gründe für die Auszeichnung waren neben ihrem beruflichen Engagement ihre zahlreichen ehrenamtlichen Tätigkeiten in verschiedenen Bereichen über mehr als 50 Jahre.
Seit 1981 engagiert sie sich ehrenamtlich bei der Christlichen Initiative für Strafgefangene und Strafentlassene, CISS e. V., in Nürnberg und ist Vorstandsvorsitzende des Vereins. Sie ist Gründungsmitglied des 2015 ins Leben gerufenen Vereins „FUGE – Flüchtlinge in Uttenreuth gemeinsam Eingliedern“. Dazu kommen Mitgliedschaften in den Förderkreisen der Kindergärten Uttenreuth e. V. und des Emil-von-Behring-Gymnasiums Spardorf e. V.
In ihrem Heimatort Uttenreuth engagierte sie sich in der evangelisch-lutherischen Kirchengemeinde für den Einsatz klassischer Musik durch die Organisation mehrerer Kirchenkonzerte, auch zusammen mit dem Windsbacher Knabenchor, bei dem sie Mitglied in der Fördergesellschaft ist. Sie ist auch seit 1967 Mitglied des Bachchors Erlangen.

## Veröffentlichungen (Auswahl)
- Der hämorrhagische Schock als Leitsymptom für die Erkennung posttraumatischer intrakranieller Hämatome bei Säuglingen und Kleinkindern: (Mit 8 Abb.). In: Zentralblatt für Neurochirurgie. Band 29. Medizinische Fakultät, Erlangen / Nürnberg 1968, S. 131–138.
- Ein Beitrag zur Therapie des Hirnabszesses aufgrund von tierexperimentellen Versuchen und klinischen Untersuchungen über die Liquor- und Gewebegängigkeit neuerer Antibiotika. Medizinische Fakultät, Erlangen / Nürnberg 1980.
- A Complication Following Lumbar Disc Operations. In: W. Driesen, M. Brock, M. Klinger (Hrsg.): Computerized Tomography Brain Metabolism Spinal Injuries. Advances in Neurosurgery 10. Springer-Verlag, Berlin / Heidelberg / New York 1982, ISBN 978-3-540-11115-3, S. 394–400 (englisch).
- Liquor-, Hirn- und Abszessgängigkeit von Antibiotica. In: Der Nervenarzt. Band 57. Medizinische Fakultät, Erlangen / Nürnberg 1986, S. 570–578.

### Veröffentlichungen als Mit-Herausgeberin
- Head Injuries. Tumors of the Cerebellar Region. In: R.  A. Frowein, O. Wilcke, A. Karimi-Nejad, M. Brock, M. Klinger (Hrsg.): Advances in Neurosurgery. Band 5. Springer-Verlag, Berlin / Heidelberg 1978 (englisch).
- Modern Methods in Neurosurgery. In: W. Walter, M. Brandt, M. Brock, M. Klinger (Hrsg.): Advances in Neurosurgery. Band 16. Springer-Verlag, Berlin / Heidelberg 1988, ISBN 978-3-540-18708-0 (englisch).
- Head Injuries. Prognosis. Evoked Potentials. Microsurgery. Brain Death. In: Reinhold A. Frowein, Mario Brock, Margareta Klinger (Hrsg.): Advances in Neurosurgery. Band 17. Springer-Verlag, Berlin / Heidelberg 1989, ISBN 978-3-540-50550-1 (englisch).
- Neurosurgical Standards. Cerebral Aneurysms. Malignant Gliomas. In: M. Piscol, M. Klinger, M. Brock (Hrsg.): Advances in Neurosurgery. Band 20. Springer-Verlag, Berlin / Heidelberg 1992, ISBN 978-3-540-54838-6 (englisch).